# M107 (semovente)
L'M107 è un semovente d'artiglieria americano, molto leggero e semplice, ma armato con un cannone da 175mm (derivato da un pezzo da 155) che dagli anni sessanta ha prestato servizio in diversi eserciti occidentali e in Israele. Ha una granata da 67 kg e un raggio di ben 32,7 km, oltre che una eccellente mobilità. È però un mezzo privo di protezione per i serventi. In seguito all'avvento del M110A2 lo scafo è stato riconvertito per diventare un semovente di questo tipo, anche se gli israeliani ne hanno continuato l'uso con un proiettile speciale da 40 km di gittata, e lo hanno ancora in servizio in un considerevole numero di esemplari.

## Origini
Negli anni cinquanta l'US Army aveva in servizio un considerevole parco d'artiglieria semovente, specialità costosa ma necessaria per poter valorizzare al meglio le risorse disponibili contro le masse corazzate e d'artiglieria sovietiche. Tra la armi americane figurava, nel settore pesante, l'M55 da 155mm (derivato dal carro M48), cingolato che era destinato al compito per il quale venne prodotto il semovente M40 (ricavato dall'M4 Sherman) durante la Seconda guerra mondiale. Esso utilizzava una pesante torretta corazzata, derivata dal precedente M53. Ma esistevano dei problemi: il peso di 45 tonnellate e l'autonomia che il motore a benzina assicurava, di appena 250 km su strada. Così non passò molto tempo prima che l'US Army, attorno alla metà di quel decennio, richiedesse una nuova famiglia di artiglierie semoventi, con uno scafo comune e un peso abbastanza ridotto da assicurare l'aviotrasportabilità, almeno con gli aerei più pesanti e capaci.
I prototipi di questi nuovi veicoli vennero presentati dalla Pacific Car and Foundry Company, con le sigle prototipiche di T235, T245 e T236. Dopo un periodo di sviluppo ulteriore vennero adottati motori diesel, appena questi divennero abbastanza leggeri e potenti da essere utilizzati su veicoli così pesanti e con dei requisiti di mobilità tanto elevati. Il semovente T245, da 155mm, non venne considerato valevole per la produzione di serie, nonostante la lunga canna dell'artiglieria. Solo le armi più pesanti vennero passate alla produzione, ovvero gli obici semoventi da 203 e i cannoni da 175. Così essi vennero ribattezzati, appena adottati dall'US Army, come M110 per il prototipo T236, mentre il T235 divenne il semovente M107.

## Tecnica
Il nuovo semovente d'artiglieria, che alcune fonti vogliono anche ispirato al prototipo italiano da 149/40mm, portato negli USA dopo la fine della guerra, aveva la velocità e la potenza di fuoco come elementi prevalenti nella progettazione. La mobilità era considerata talmente importante, che essa comportò una protezione quasi inesistente per l'equipaggio, nonostante la minaccia NBC (nucleare, batteriologica, chimica) che era lo standard di riferimento durante la guerra fredda.
La meccanica dell'M107 era analoga a quella dell'M110. A tutti gli effetti, quello che cambiava era la bocca da fuoco, ma non lo chassis. Questo era molto basso, estremamente compatto, realizzato dalla Pacific Car. La struttura era in lega d'acciaio, totalmente saldata.
La struttura vedeva i cingoli accoppiati a sospensioni a barra di torsione, con un cilindro idraulico aggiuntivo, che potevano essere bloccate per il tiro. È fondamentale, data la potenza del cannone e la leggerezza del veicolo, che si sia cercato ogni modo per rendere più rigido l'affusto. Un altro modo era l'abbassamento a terra di una vera e propria pala meccanica, che fungeva sia da vomere che da ruspa. Così era possibile usarla sia come stabilizzatore, che come mezzo per creare rapidamente posizioni di tiro, o anche sgombrare gli ostacoli. La ruspa/vomere era alloggiata nella parte posteriore dello scafo, e normalmente veniva tenuta ripiegata verso l'alto.

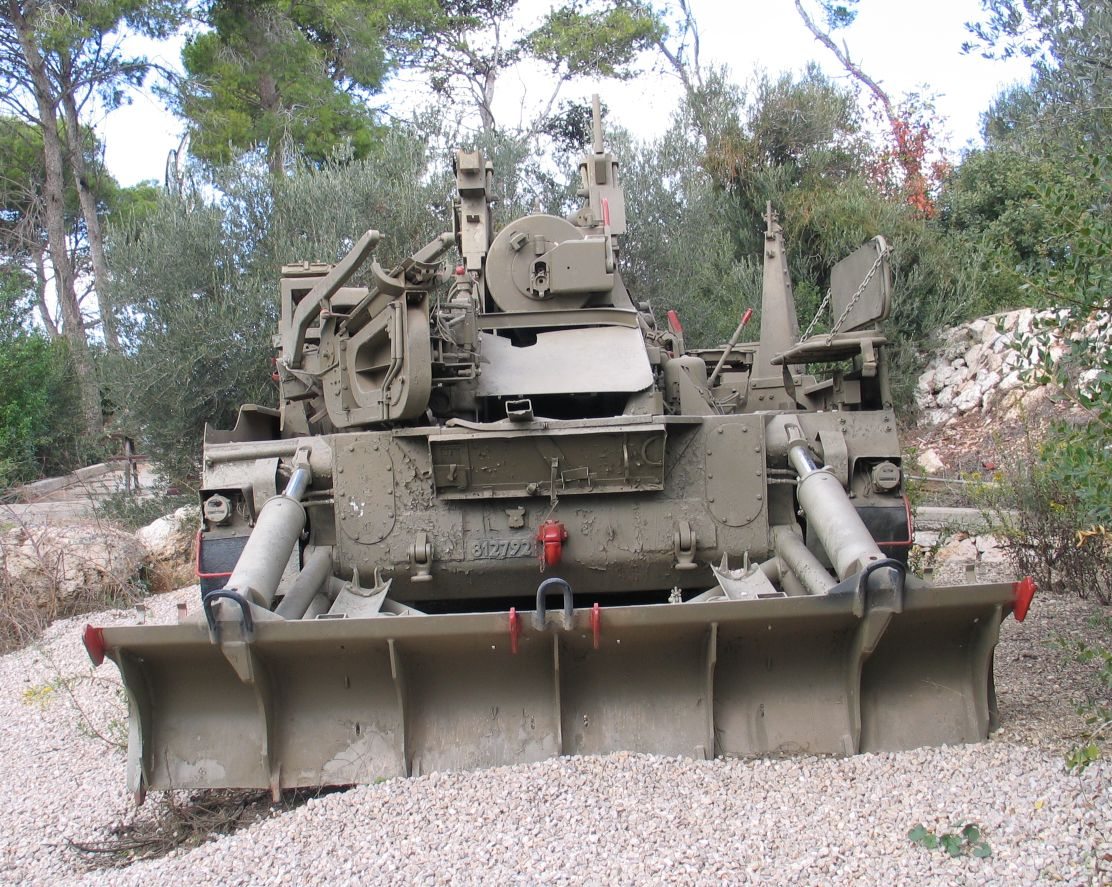
Altro semovente israeliano: notare la pala/vomere abbassata

Il pilota, l'unico che aveva completa protezione in azione, sia pure nei limiti dei pochi mm. di corazzatura disponibili, era in avanti, assieme al motore e alla trasmissione. Questi erano alla sua destra, sotto una calotta emisferica, per migliorare l'inclinazione della piastra frontale, con vantaggio sia nella protezione che nella visibilità per il pilota.
I complessi meccanici erano uguali a quelli dell'M109, con un diesel da 405 hp Detroit Diesel V7IT. Questo azionava le ruote motrici, poste davanti alle altre 5, di grande diametro, l'ultima delle quali funzionava come ruota di rinvio. Tutte poggiavano a terra e non vi erano rulli sorreggicingolo. Gli scarichi del motore, dal caratteristico aspetto circolare, erano sul lato destro del mezzo.
Come il motore, anche il peso era complessivamente simile rispetto all'M109, grazie alla rinuncia alla torretta rotante e corazzata, per alloggiare il nuovo cannone a lunga gittata.
Altri sistemi di bordo erano i fari di visione notturna, e le attrezzature radio; non v'era però alcuna protezione NBC.

## Armamento
La ragion d'essere del mezzo era quella di vettore per un cannone a lunga gittata. Questo potentissimo pezzo d'artiglieria aveva un calibro di 175mm, lunghezza di circa 60 calibri e 2 pistoni idropneumatici per attenuare il rinculo. Esso non aveva freno di bocca, evacuatore di fumi e manicotto termico. Sistemato senza alcuna protezione sopra lo scafo, dava ai 4 serventi dell'equipaggio un'arma potente, ma anche dispendiosa. Questo cannone, estremamente impressionante rispetto al veicolo che lo portava (la lunghezza del veicolo era per circa il 50% dovuta all'artiglieria), aveva una struttura di bloccaggio durante il movimento, che si ripiegava sullo scafo durante le azioni di fuoco.
La cadenza di tiro era di circa 1 colpo al minuto, le munizioni pesavano 66,78 kg l'una e la gittata giungeva a quasi 33 km, prestazione insuperata per decenni tra le artiglierie semoventi. L'alzo era di -2/+65 gradi, il brandeggio comprendeva un arco di 60 gradi. Solo 2 colpi erano a bordo del mezzo, gli altri dovevano essere trasportati da semoventi non corazzati M548, aggregati alla batteria. La squadra completa era di 13 uomini, 8 dei quali trasportati da altri veicoli. Un sedile ripiegabile era presente sul lato destro del veicolo.
Le munizioni erano di un unico tipo, o almeno, un unico tipo è stato effettivamente prodotto in serie per l'US Army, l'M437 e il modello migliorato M437A1.
La massa di ciascun proiettile era alta, così venne installato un sistema meccanico combinato, meccanismo di sollevamento e calcatoio al tempo stesso. In pratica, vi veniva messo un proiettile in verticale, pronto per il tiro, con la carica di lancio allineata, poi veniva caricato e spinto automaticamente nella camera di scoppio, e infine veniva aperto il fuoco.  Non esisteva il bossolo. Una volta inserito il proiettile,si inseriva la carica di lancio scelta in base alla lunghezza prevista del tiro. Nonostante la definizione di cannone, il pezzo da 175 aveva un sistema di cariche variabili, la maggiore delle quali era quella Livello 3.

## Servizio
Questi semoventi vennero prodotti in serie dal 1962, mentre la prima unità a livello di battaglione venne costituita a Fort Sill nel 1963.
La produzione nel frattempo veniva passata alla FMC e, tra il 1965 e il 1980, alla Bowen. L'ordinamento dell'US Army prevedeva l'assegnazione di 12 pezzi in un battaglione a livello di corpo d'armata (per cui gli M107 non erano artiglierie divisionali), ma anche così la produzione arrivò a molte centinaia di mezzi. La mobilità dell'M107, come anche dell'M110 (più leggero malgrado il maggiore calibro), era certamente eccellente: oltre 55 km/h su strada, e oltre 700 km di autonomia, sempre su strada.
Dall'altro lato vi erano però certi svantaggi congeniti di queste grosse armi d'artiglieria. La potenza del cannone era elevatissima, ma l'affusto, per poterlo ospitare, o sarebbe stato troppo pesante (con la torretta o anche la postazione in casamatta), oppure, come si scelse, scarso in protezione. Quest'ultimo aspetto garantiva maggiore mobilità tattica e strategica, nonché una maggiore economia, mentre la lunga gittata dell'arma era una garanzia di sopravvivenza per le battaglie campali contro gli eserciti nemici. In pratica, l'M107 era una sorta di affusto motorizzato, più che un cannone semovente classico, con quel tanto di acciaio e di 'veicolo' strettamente indispensabile.
Nondimeno, si studiarono anche speciali teloni ripiegabili (tipo i tettucci decappottabili delle auto) con l'obiettivo di assicurare la protezione NBC, ma risultarono, come molte brillanti idee, deludenti in servizio, cosicché vennero presto abbandonati.
Qualunque fosse la necessità di avere artiglierie come l'M107 in servizio (probabilmente all'inizio si studiarono anche proiettili nucleari, non dispiegati), questa non fu certo confermata dalla Guerra del Vietnam, in cui gli USA risultarono coinvolti.
Infatti, le truppe impiegate divennero talmente numerose, che ebbero la necessità di dislocare colà fino a 60 gruppi d'artiglieria, la maggior parte dotati di armi da 105 o 155mm. Solo piccole quantità di semoventi vennero schierati, e in particolare pochi erano gli M109, nonostante la protezione offerta dalla loro torretta corazzata all'equipaggio.

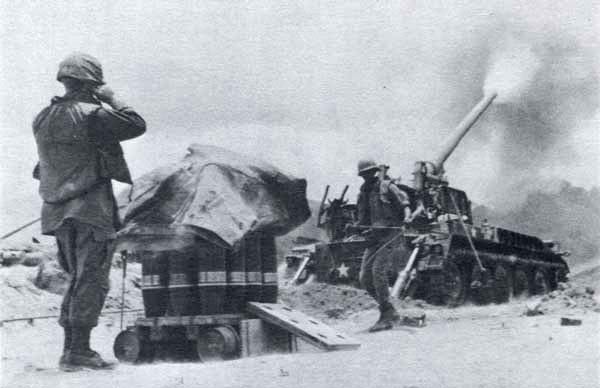
Azione di fuoco, aprile 1968, valle dell'Heu

Gli M107 e M110 vennero a loro volta utilizzati in discrete quantità, ma senza un fronte chiaro da affrontare, la loro struttura, pensata per sopravvivere solo in funzione della mobilità e della gittata d'impiego, era incapace di garantire la sopravvivenza dell'equipaggio con i serventi esposti in pieno, e l'assoluta impossibilità di sparare in movimento, o anche in tempi ridotti. Interrarsi in postazioni speciali all'interno delle basi fu la norma, così la mobilità degli M107/M110 venne ad essere assai inutile. Per giunta, anche se pesavano poco oltre gli M109, non erano anfibi.
Durante le azioni di fuoco, per preparare aree da sbarco per gli elicotteri, essi sparavano come standard 200 colpi per batteria, cosa che ovviamente richiedeva molto tempo e sforzo visto che bisognava portare le munizioni dal di fuori del mezzo, da qualche deposito vicino o da un veicolo portamunizioni.
Un altro compito era il fuoco di controbatteria. Il semovente M107 aveva la maggiore gittata utile, ma la cadenza di tiro era troppo bassa per saturare rapidamente l'area soggetta a bombardamento. Nondimeno, in mancanza d'altro, esso era apprezzato, soprattutto considerando che il cannone M46 aveva una gittata ben maggiore (27 km) di qualunque altro pezzo americano. Solo che questo poteva sparare anche 6 colpi (34 kg l'uno) al minuto, dileguandosi poi rapidamente (specie per la minaccia di attacchi aerei).

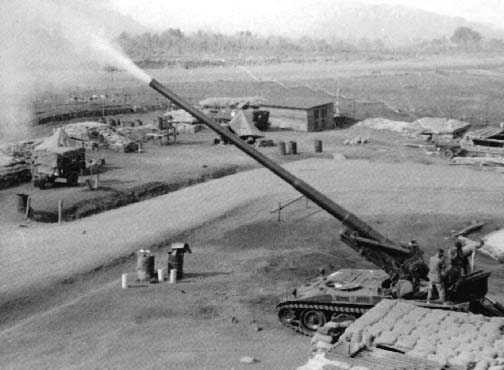
azione di fuoco in Vietnam-notare le dimensioni degli artiglieri vicino al cannone di oltre 10 m di fronte al quale anche lo scafo cingolato sembra piccolo

Oltre che gli USA, gli M107 e 110 hanno visto altre nazioni in cui prestare i loro servizi. In Europa, l'M107 è stato messo in linea tra l'altro, dalla Germania Ovest, con 2 battaglioni d'artiglieria di corpo d'armata (notare che l'M110, nonostante il calibro maggiore, ha avuto nel contempo un'assegnazione a livello divisionale), il Regno Unito e l'Italia, che ha avuto 18 M107 e 36 M110.
Tirando le somme, l'M107 ha dimostrato alcuni vantaggi:
- Lunga gittata
- Eccellente mobilità e autonomia
- Valida meccanica in generale.

e alcuni, troppi, svantaggi:
- Bassa cadenza di tiro
- Numero elevato di personale richiesto
- Assenza di munizioni disponibili a bordo
- Ridotta protezione in generale
- Assenza protezione NBC
- Lunghi tempi ad entrare ed uscire dalla configurazione di fuoco, specie in tempi caratterizzati da precisi radar di controbatteria, che rendono possibile localizzare i cannoni nemici in pochi secondi
- Scarsa precisione in condizioni reali, almeno a quanto risulta da numerose testimonianze di soldati americani, specialmente in Vietnam
- Ridotta vita utile del cannone, date le altissime sollecitazioni
- Mancanza di munizioni alternative a quelle HE, mentre per altri calibri esiste addirittura una sovrabbondanza di tipi.

In termini di proiettili/minuto, un semovente come l'M109, con 3-4 colpi di 43 kg l'uno, raggiunge un valore di 135–180 kg/minuto, più che doppio rispetto al valore del semovente M107 da 175. L'arrivo di armi da 155/39, con 24 – 30 km di gittata massima, ha reso la differenza ancora più marcata. Erano passati vent'anni dai tempi dell'M109 da 23 calibri 'prima maniera' con 14 km di gittata.

## Concorrenza fratricida: l'M110A2
Ma anche un altro tipo di concorrente erose la credibilità del potente semovente in parola, in una maniera inaspettata anche da molti analisti militari.
Inizialmente, l'M107 era visto come un'eccellente arma rispetto al similare M110, data la gittata di 32,7 km contro 16km. Ma negli anni ottanta le cose sono improvvisamente cambiate. L'M110A2, conservante la capacità nucleare (mai avuta in pratica dall'M107) originaria, aveva una bocca da fuoco da 39 calibri, con freno di bocca a doppia luce, il che dava una gittata di 21 km con munizioni standard, e addirittura 29 con proiettili-razzo HERA. Il peso del proiettile, da 90 kg, era poi molto maggiore dei 66 kg dell'M107, per cui la differenza in gittata era davvero risicata comparata alla maggiore potenza.
La sorte che ne è seguita è stata la rottamazione delle bocche da 175mm, la cui lunga ed elegante sagoma è stata rimpiazzata dalla corta e tozza arma da 203, sia pure con canna allungata.
Così gli M107 sono diventati M110A2 (in Italia, di questo si occupò l'arsenale di La Spezia durante gli anni ottanta), per restare in servizio fino ai tardi anni novanta, quando la loro obsolescenza si è manifestata in maniera chiara, anche perché le munizioni nucleari erano nel frattempo sparite dagli inventari.

## Una notevole eccezione: Israele
Una notevole eccezione è data da Israele, che ha ricevuto, oltre 30 anni addietro, 48 M110, ma anche ben 80 M107. In seguito ne ha avuti altri, certe fonti parlano di oltre 300 pezzi in tutto. Israele apprezza la lunga gittata dell'arma, che ha tra l'altro impiegato durante la Guerra dello Yom Kippur e molte altre operazioni militari successive. In almeno un caso, una delle batterie è stata semidistrutta da un attacco aereo egiziano.
Per valorizzare la gittata dell'arma, gli israeliani hanno impiegato una munizione chiamata ERSC, sviluppata da una azienda canadese. Essa pesa 56 kg anziché 66 kg, e ha una carica di appena 4,67 kg contro 13,6 kg. Per quanto si possa trattare di esplosivo più potente, è evidente che la potenza sia stata sacrificata alla gittata. Questa è stata esaltata al massimo, raggiungendo i 40.000 m contro 32700 m.
Uno dei motivi per cui un'arma assai imprecisa e con munizioni speciali molto più costose e meno potenti di quelle degli obici da 155mm (peso HE/totale: 4,67/56 kg contro 7-10/43,5 kg), è che consente di superare in gittata ogni artiglieria sovietica, anche quando utilizzanti proiettili-razzo. Ma un altro, non meno importante, è che Damasco è nel raggio di tiro delle postazioni israeliane del Golan. Così, nonostante il costo elevato, la bassa cadenza di tiro, il ridotto carico utile, queste artiglierie sono rimaste e restano nell'arsenale israeliano, apparentemente più gradite degli stessi M110.

## Epigoni
Tra i derivati sullo scafo unificato studiato per questi semoventi, sono stati sviluppati molti tipi di mezzi di recupero corazzati, grazie alle valide prestazioni complessive, specie senza il peso del cannone. Ma solo il prototipo T120 è passato in produzione come M578, veicolo recupero utilizzato dall'US Army e esportato in diversi Paesi occidentali. Esso ha un braccio meccanico, con struttura alleggerita da fori circolari, telescopico, cabina di comando, ma anche un particolare più unico che raro per tale tipo di mezzi di soccorso: una mitragliatrice da 12,7mm per la difesa ravvicinata sulla sommità del mezzo.

## Bibliografia

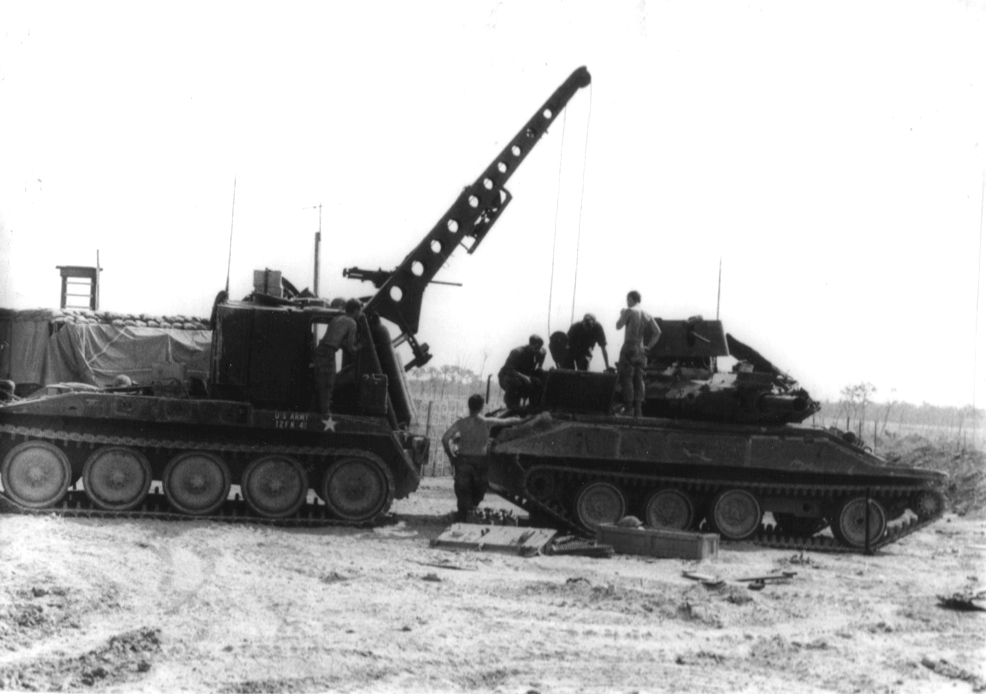
in Vietnam, operazione di soccorso a uno Sheridan, tardi anni sessanta